# 2001 у Миколаєві
| Роки в Миколаєві ← • 2001 • 2002 • 2003 • 2004 • 2005 • 2006 • 2007 • 2008 • 2009 • 2010 • 2011 • 2012 • 2013 • 2014 • 2015 • 2016 • 2017 • 2018 • 2019 • 2020 • 2021 • 2022 • 2023 • 2024 → |

2001 у Миколаєві — список важливих подій, що відбулись у 2001 році в Миколаєві. Також подано перелік відомих осіб, пов'язаних з містом, що народились або померли цього року, отримали почесні звання від міста.

## Населення
За результатами Перепису населення України 2001 року чисельність населення Миколаєва склала 514 136 осіб, що виявилося на 1,8 % менше порівняно з кількістю населення за даними Перепису населення УРСР 1989 року.

## Події
- 13 січня урочисто було піднято прапор зоопарку — перший прапор серед зоопарків СНД[3].
- 1 липня шляхом об'єднання 79 аеромобільного полку з 11-м полком армійської авіації була створена експериментальна 79-та окрема аеромобільна бригада[4][5].
- У жовтні відбулося церковне освячення відремонтованої каплиці сімейства Аркасів — одної з видатних пам'яток історії міста Миколаєва.
- У серпні за сучасними вимогами і потребами було завершено зовнішню реставрацію і внутрішнє переобладнання кінотеатру «Юність».
- Відновлений миколаївський футбольний клуб «Водник», який був утворений на початку 20-х років XX століття в Миколаївському морському торговому порту, відроджений у 1946, розформований у 1993.

## Пам'ятки
- На честь 2000-ліття Різдва Господнього у січні на Флотському бульварі встановлено та освячено архієпископом Миколаївським і Вознесенським Питиримом (УПЦ (МП) пам'ятний хрест.
- 9 вересня, до 100-річного ювілею зоопарку відкрився пам'ятник Миколі Павловичу Леонтовичу, засновнику Миколаївського зоопарку[6].
- На честь 2000-ліття Різдва Господнього на розі вулиці Садової та Центрального проспекту встановлено та освячено Архиєпископом Миколаївським і Богоявленським Володимиром (УПЦ (КП)) пам'ятний хрест.

## Особи

### Очільники
- Міський голова — Володимир Чайка.

### Почесні громадяни
- Троянов Микола Олексійович — актор, режисер, драматург, публіцист.
- Растворов Олександр Фатійович — будівельник, за його участю було введено в експлуатацію понад 300 об'єктів.
- Дюмін Анатолій Григорович — генеральний директор ТОВ «Універсал-Юг».
- Горбуров Григорій Федорович — працював головним лікарем облонкодиспансеру. Заслужений лікар України, нагороджений орденами та медалями.

### Городянин рокуі «Людина року»
- Бездольний Віктор Володимирович — номінація «Промисловість і транспорт».
- Горжій Володимир Максимович — номінація «Фізкультура і спорт».
- Горжій Людмила Михайлівна — номінація «Фізкультура і спорт».
- Ісланкіна Валентина Миронівна — номінація «Торгівля».
- Ішхнелі Анзор Шотович — номінація «Харчова промисловість».
- Компанієць Анатолій Сергійович — номінація «Середня школа».
- Кухар-Онишко Наталія Олександрівна — номінація «Наука».
- Лозовенко Сергій Петрович — номінація «Мистецтво».
- Нікіфорова Віра Григорівна — номінація «Фінанси і банківська справа».
- Прудкий Сергій Васильович — номінація «Благодійність».
- П'ятигорський Віктор Вікторович — номінація «Училища і технікуми».
- Романовський Георгій Федорович — номінація «Вища школа».
- Тихончук Оксана Михайлівна — номінація «Засоби масової інформації».
- Топчий Володимир Миколайович — номінація «Культура».
- Хоменко Михайло Гаврилович — номінація «Легка промисловість».
- Чеботарьов Олександр Петрович — номінація «Охорона здоров'я».
- Номінація «Людина року» — Бабакова Інга Альвідосівна.

### Померли
- Ільїн Віктор Іванович (20 липня 1931, село Вишегори, тепер Нелідівського району Тверської області, Російська Федерація — 2001, Миколаїв) — український радянський компартійний діяч, депутат Верховної Ради УРСР 11-го скликання. Член ЦК КПУ в 1976—1990 роках. З 6 березня 1982 року до 16 грудня 1989 року — голова виконавчого комітету Миколаївської обласної ради народних депутатів.
- Магула Валентин Еммануїлович (22 березня 1927, Одеса — 21 березня 2001, Миколаїв) — фахівець у галузі кораблебудування. Доктор технічних наук, професор. Заслужений діяч науки УРСР. Член Академії інженерних наук України.